# Delphinium petrodavisianum
Delphinium petrodavisianum là một loài thực vật có hoa trong họ Mao lương. Loài này được Ilarslan & Kit Tan mô tả khoa học đầu tiên năm 1990.